# Associação Brasileira das Prestadoras de Serviços de Telecomunicações Competitivas
Associação Brasileira das Prestadoras de Serviços de Telecomunicações Competitivas (TelComp) conta com mais de 50 prestadoras de serviços de telecomunicações, detentoras de distintas licenças para exploração desses serviços e com grandes distorções nos faturamentos brutos anuais.